# Пес, Катерина
Катерина Пес (итал. Caterina Pes, родилась 23 ноября 1960 года в Сассари) — итальянский политик, секретарь Палаты депутатов Италии от Демократической партии.

## Биография
Окончила философский факультет, по специальности преподаватель новейшей истории. Работала до избрания в депутаты преподавателем в школе. Заседает в Палате депутатов Италии с 29 апреля 2008 года от Демократической партии Италии. 21 марта 2013 года назначена секретарём Палаты депутатов Италии.